# Campeonato Francés de Fútbol (USFSA) 1911
El Campeonato Francés de Fútbol 1911 fue la 18.ª edición de dicho campeonato, organizado por la USFSA (Union des Sociétés Françaises de Sports Athlétiques). El campeón fue el SH Marseille.

## Torneo

### Primera ronda
- Racing Club Franc-Comtois de Besançon 0-3 FC International Lyon
- Racing Club de Reims 5-0 Cercle des Sports Stade Lorrain
- Angers Université Club 12-0 Union sportive de Tours
- Amiens SC 1-6 FC Rouen

### Octavos de final
- RC France 3-1 AS Trouville-Deauville
- Olympique Lillois 8-1 Football club de Braux
- Olympique de Cette 3-1 Stade toulousain
- SH Marseille 9-0 Stade Raphaëlois
- FC International Lyon 2-1 Sporting Club Dauphinois
- .Union sportive Servannaise 0-2 Angers Université Club
- FC Rouen 2-1 Racing Club de Reims
- Sport athlétique bordelais 6-0 Sporting Club angérien

### Cuartos de final
- FC Rouen 4-1 Olympique Lillois
- RC France 1-0 Union sportive Servannaise
- Olympique de Cette 3-0 Sport athlétique bordelais
- FC International Lyon 0-2 SH Marseille

### Semifinales
- Olympique de Cette 0-4 SH Marseille
- FC Rouen 1-2 RC France

### Final
- SH Marseille 3-2 RC France